# 罗宾·沃伦
約翰·罗宾·沃伦（英語：John Robin Warren，1937年6月11日—2024年7月23日）是一名澳洲病理學家。

## 生平
1937年出生於阿德莱德，在阿德莱德大学取得醫學學位。1967年，他被允許進入澳洲病理學皇家學會，且成为皇家珀斯醫院的資深病理學家，他的職業生涯中的絕大部份都在此工作，並於1979年重新發現幽門螺旋桿菌，同時也在同事巴利·馬歇爾的協助下證明了該菌為胃潰瘍的成因。沃倫博士發展出一種簡易的測試法（碳十四尿素呼吸測試）來檢測潰瘍病人有無此菌 。兩位因此而獲得了2005年的諾貝爾醫學獎。

## 外部連結
- 小傳記
- 2005年諾貝爾醫學獎（页面存档备份，存于）